# Neogrotella
Neogrotella é um gênero de traça pertencente à família Arctiidae.